# Luigi Angiolini
Pour les articles homonymes, voir Angiolini.
Luigi Angiolini (Seravezza, 7 mars 1750 - Seravezza, 14 juillet 1821) est un écrivain italien.

## Biographie
Il vécut à Londres entre l'automne de 1787 et juillet 1788, puis à Paris durant la Révolution.

## Source
- (it) Cet article est partiellement ou en totalité issu de l’article de Wikipédia en italien intitulé « Luigi Angiolini » (voir la liste des auteurs).
- Notices d'autorité :   - VIAF
  - ISNI
  - BnF (données)
  - IdRef
  - LCCN
  - GND
  - Pays-Bas
  - Vatican
  - WorldCat